# Посылка (фильм, 2009)
«Посылка» (англ. The Box) — триллер Ричарда Келли, снятый по мотивам рассказа Ричарда Мэтисона «Кнопка, кнопка» (основанном на парадоксе китайского мандарина).
Сценарий фильма написал Ричард Келли. Главные роли в фильме исполняют Камерон Диас и Джеймс Марсден, которые играют супружескую пару, получившую от незнакомца загадочную коробку, способную принести им миллион долларов. Создание фильма началось в ноябре 2007 года и закончилось в ноябре 2008. Выход фильма был запланирован на 30 октября 2009 года, но позже перенесён на 6 ноября.

## Сюжет
В декабре 1976 года семейная пара, Норма (Камерон Диас) и Артур Льюис (Джеймс Марсден) находят пакет на пороге их дома. Внутри находится запертый на ключ деревянный ящик с прозрачной крышкой и большой красной кнопкой под ней. В сопроводительной записке говорится: «Мистер Стюард прибудет к вам в 17:00». Они оставляют ящик на кухне.
В 17:00 г-н Стюард (Фрэнк Ланджелла), таинственный человек с ожогом левой половины лица, прибывает, чтобы доставить ключ к коробке. Он говорит Норме, что если кнопка будет нажата, он даст ей один миллион долларов наличными. Однако кто-то, кого она не знает, умрет. Артур, инженер НАСА, разбирает коробку, но внутри не находит никакого механизма — она пуста. Они считают это чьей-то глупой шуткой.
Позже Норма и Артур спорят, нажимать ли на кнопку или нет, задаваясь вопросом, умрёт ли невинный человек или человек в камере смертников. Норма импульсивно решает нажать кнопку и делает это быстрее, чем Артур успевает остановить её. Одновременно, за несколько миль, человек убивает свою жену, а затем убегает, оставив дочь запертой в ванной. Полиция недоумевает, почему Джеффри Карнес (Райан Вудл), тоже сотрудник НАСА, застрелил свою жену, ведь соседи говорят, что они были счастливой семьей. Тем временем к Норме и Артуру подъезжает г-н Стюард, и привозит один миллион долларов наличными. После недоумения Артур пытается вернуть ему деньги, но Стюард говорит, что это невозможно, так как кнопка была нажата. Он уезжает, но Артур запоминает номер автомобиля Стюарда. Пара решает спрятать деньги в сейфе в подвале дома.
На свадебной репетиции сестры Нормы Артур выигрывает шанс выбрать подарок из тех, что были подарены гостями обеда. Среди них есть простой коричневый ящик точно такой же, как у него и Нормы. Артур открывает его и находит там фотографию г-на Стюарда, но до обезображивания. Артур просит отца Нормы, полицейского, выяснить, кому принадлежит записанный им номер автомобиля Стюарда. Вскоре звонит г-н Стюард, который спрашивает у Нормы, зачем её муж обратился в полицию и замечает, что у него есть сотрудники повсюду.
Артур везёт няню Дану домой. Она рассказывает ему, что живёт в мотеле, потому что её семья переехала, но их новый дом ещё на ремонте. Дана начинает бредить, и говорит Артуру «заглянуть в поток света». Её нос начинает кровоточить, и она теряет сознание, когда Артур останавливается у мотеля. В её сумке он находит водительское удостоверение, в котором говорится, что её зовут Сара Мэтьюз. Внезапно она просыпается и бросается в мотель. В её комнате развешены фотографии Артура и его семьи. Дома Норма говорит, что встретила няню в автобусе, когда они ехали в турпоездке по Центру Кеннеди в Вашингтоне.
Позже в супермаркете к Норме обращается женщина, которая говорит ей искать номер звонка в библиотеке и не доверять никому, даже мужу. Отец Нормы обнаруживает, что автомобиль Стюарда зарегистрирован в АНБ и позволяет Артуру посетить место преступления Карна. Артур находит фотографии Стюарда и руководства по эксплуатации людских ресурсов вместе с каталожным номером из библиотеки.
Норма и Артур посещают библиотеку отдельно. Артур подходит к жене Стюарда (Дебора Раш), которая ведёт его в комнату с тремя вертикальными кубоидами воды. Два приведут его к вечному проклятию, в то время как третий ведет к спасению. Норма находит в библиотеке Стюарда, который рассказывает, что он получил своё лицевое увечье вследствие удара молнии во время работы в НАСА. Норма берёт Стюарда за руку и оказывается у себя в квартире на кровати. Тем временем Артур выбирает выход, вступает в него, пролетает сквозь белый тоннель и оказывается над той же кроватью. Кубоид лопается, и Артур падает на кровать, вода растекается по дому. Вечером он с Нормой едет на свадебный приём.
Вернувшись в АНБ, директор АНБ и босс Артура в НАСА обсуждают Стюарда. Шеф рассказывает, что Стюард стал «чем-то необычным», после того удара молнии, после того, как НАСА приняли первые фотографии Марса со станции Викинг-1. Когда Стюард был поражён молнией, он умер, но в морге медсестра услышала смех Стюарда. Его тело получило сверхъестественные способности, и он был переведён в закрытый госпиталь АНБ. Директор АНБ и Стюард обсуждают «коробку и кнопку». На столе стоит множество ящиков с кнопками.
На свадьбе сестры Нормы похищают сына Артура и Нормы, Уолтера (Сэм Оз Стоун). После него похищают также и саму Норму. Артур вынужден уйти под прицелом Джеффри Карнеса, который показывает, что ему пришлось выбирать между женой и дочерью, а также сообщает ему, что они должны спасти Уолтера, или Норма умрёт. По пути Карнесу приходится останавливать свою машину из-за перегородившего дорогу человека в костюме Санты. Затем в их автомобиль на полной скорости влетает грузовик. Карнес погибает.
Тем временем агенты АНБ окружают ангар на базе НАСА в Лэнгли, из которого выходит Артур. Стюард контролирует этот процесс. Выясняется, что ящики Стюарда — это эксперимент, ставящий целью определить, пожертвует ли человек своей выгодой ради жизни другого человека. Если большинство нажмут кнопку, человечество будет уничтожено «работодателями» Стюарда. Все испытуемые — это пары в возрасте до 40 лет с одним ребёнком.
Стюард предлагает Артуру и Норме окончательный выбор. Уолтеру искусственно «отключили» зрение и слух, он теперь глухой и слепой. Они могут жить с миллионом долларов и сыном-инвалидом, либо Артур может выстрелить в Норму, после чего зрение и слух Уолтера будут восстановлены, а миллион долларов окажется на депозите и будет выдан Уолтеру в день его 18-летия. Норма умоляет Артура убить её, так как не может смотреть на страдания сына. В другом месте женщина нажимает кнопку на своей коробке, и Артур стреляет в Норму, убивая её. Артура уводит полиция, но на выходе из дома передаёт его агентам АНБ, в то время как босс Артура обещает, что о нём и Уолтере позаботятся. Стюард покидает дом другой пары с коробкой. Уолтер смотрит на отца в полицейской машине со второго этажа дома. Рядом с ним его дед (Холмс Осборн). Заключительная сцена показывает, что Стюард стоит рядом со своей машиной, держа в руках ящик с красной кнопкой, собираясь направиться в дом следующей пары.

## В ролях
| Актёр            | Роль                  |
| ---------------- | --------------------- |
| Камерон Диас     | Норма Льюис           |
| Джеймс Марсден   | Артур Льюис           |
| Фрэнк Ланджелла  | Арлингтон Стюард      |
| Джеймс Ребхорн   | Норм Кэхилл           |
| Холмс Осборн     | отец Нормы Дик Бёрнс  |
| Сэм Стоун        | Уолтер Льюис          |
| Гиллиан Джейкобс | Дана Стюард сиделка   |
| Селия Уэстон     | мать Нормы Лана Бёрнс |
| Дебора Раш       | Клаймен Стюард        |
| Эндрю Левитас    | тайный агент Карсон   |

## Создание фильма
У проекта был бюджет около $16 миллионов, обеспеченных студией Media Rights Capital. Ричард Келли так описал свои намерения насчёт фильма: «Моя надежда состоит в том, чтобы сделать фильм, являющийся невероятно тревожным и широко коммерческим, всё ещё сохраняя мою артистическую чувствительность». Актриса Камерон Диас получила ведущую роль в июне 2007. Большая часть съёмок происходила в Бостоне и его окрестностях. Съёмочная группа также была в Исследовательском центре Лэнгли НАСА в Хэмптоне, чтобы снять многие сцены для фильма. Отец Ричарда Келли работал на NASA в 1970-х и 80-х. Многие фоновые предметы повторно использовались в различных сценах, и приглашались люди, знающие автомобили 60-х и 70-х годов. Фрэнк Ланджелла был взят в проект в октябре 2007, и производство началось в следующем месяце. До начала съёмок Джеймс Марсден был взят на главную роль. Производство закончилось к февралю 2008.

## Прокат
При бюджете в $16 млн американские сборы картины составили $15 051 977, в мире — $11 283 919. Всего фильм собрал $26 335 896.
Фильм был выпущен на DVD, Blu-ray и в цифровом формате доступном для скачивания в США 23 февраля 2010 года.

## Критика
Фильм получил разноплановую критику. На Rotten Tomatoes у фильма 45 % положительных рецензий из 134. На Metacritic — 47 % из 24.
Кит Улич из Time Out New York назвал кинокартину девятым лучшим фильмом 2009 года, назвав его «вызывающе личным проектом, укрепляющим талант сценариста и режиссёра Ричарда Келли, даже несмотря на то, что он, несомненно, подталкивает его ещё дальше к окраинам кинематографии».
Роджер Эберт из Чикаго Сан-Таймс оценил фильм на три звезды из четырёх и написал: «Во время просмотра этого фильма я чувствовал себя вовлеченным и заинтригованным, и за это я ему благодарен».
Джордан Минцер из Variety пишет: «Фирменное сочетание научной фантастики, сюрреализма и пригородов порой развлекает».
Клаудия Пуч из USA Today сравнила одних персонажей с картонным фигурками, на некоторых написано «глупая жертва», а других отнесла к категории абсурдно жутких злодеев.
Аудитория, опрошенная CinemaScore в день открытия проката в кинотеатрах, поставила фильму отметку F, в чём президент CinemaScore Эд Минц обвинил финал фильма и был процитирован так: «Люди действительно думали, что это мерзость».